# Fluvoxamin
Fluvoxamin ist ein Antidepressivum aus der Gruppe der selektiven Serotonin-Wiederaufnahmehemmer (SSRI). Es wird besonders zur Behandlung von Zwangsstörungen, seltener aber auch bei Depressionen oder Angststörungen eingesetzt.
Besonders im Vergleich zu anderen Antidepressiva wie Citalopram, Fluoxetin, oder anderen SSRI (und SSNRI), ist Fluvoxamin heute eher unpopulär.
In klinischen Versuchen zeigte Fluvoxamin zunächst eine Wirkung gegen COVID-19, die jedoch in weiteren Studien nicht bestätigt werden konnte. Zur Behandlung von COVID-19 ist es nicht zugelassen.

## Entwicklung
Fluvoxamin wurde von dem Pharmaunternehmen Solvay entwickelt. Ab 1983 wurde es in klinischen Studien an ca. 35.000 Patienten erprobt und anschließend ein Jahr später zuerst in der Schweiz eingeführt. Darauf folgte 1994 die Zulassung in den USA und 1999 in Japan. Bereits 1995 wurden über 10 Millionen Patienten mit Fluvoxamin behandelt.

## Anwendungsgebiete
Fluvoxamin ist in Deutschland zur Behandlung von Depressionen und Zwangsstörungen zugelassen. Off-Label wird es auch bei Generalisierter Angststörung, Sozialer Phobie, Posttraumatischer Belastungsstörung, Panikstörung, Bulimie sowie der Binge-Eating-Störung eingesetzt.

## Kontraindikationen
Fluvoxamin darf nicht in Kombinationstherapie zeitgleich mit einem MAO-Hemmer benutzt werden. Bei einem Wechsel von einem MAO-Hemmer auf Fluvoxamin muss für irreversible MAO-Hemmer 2 Wochen gewartet werden; für reversible MAO-Hemmer wie Moclobemid muss 1 Tag gewartet werden.
Bei einem Wechsel von Fluvoxamin zu einem MAO-Hemmer muss eine Wartefrist von 1 Woche eingehalten werden. Eine gleichzeitige Verabreichung von Fluvoxamin mit Tizanidin ist kontraindiziert.

## Pharmakologie
| Rezeptor | Ki (nM) |
| -------- | ------- |
| SERT     | 11      |
| NET      | 1119    |
| 5-HT2C   | 5786    |
| α1       | 1288    |
| σ1       | 36      |

Fluvoxamin unterscheidet sich durch seine monozyklische chemische Struktur von den meisten anderen SSRI. Dennoch wirkt es genauso wie alle anderen SSRI, indem es nur selektiv die Wiederaufnahme von Serotonin hemmt (SERT), jedoch die Wiederaufnahme von Noradrenalin und Dopamin so gut wie nicht beeinflusst.
Auch hat es kaum anticholinerge oder antihistaminische Eigenschaften. Fluvoxamin wirkt zudem in hohen Konzentrationen als FIASMA (funktioneller Hemmer der sauren Sphingomyelinase).

## Besonderheiten
Eine Besonderheit von Fluvoxamin ist seine hohe Affinität zu dem σ-Rezeptor, dies ist besonders bei der Behandlung von wahnhaften Depressionen oder stark angstbesetzten Depressionen von Vorteil.
Die Halbwertszeit von Fluvoxamin ist mit 15 Stunden relativ kurz.
Therapeutisch sinnvolle Dosen liegen zwischen 50 und 300 mg pro Tag.
In einer kleinen Pilotstudie wurde Fluvoxamin als Vorbeugung gegen eine klinische Verschlechterung der COVID-19-Erkrankung im Rahmen des Zytokin-Sturms untersucht und zeigte hier eine protektive Wirkung. Die Autoren schränken aber ein, dass für die Beurteilung des klinischen Nutzens eine größere randomisierte Studie notwendig sei.
Die Ergebnisse einer solchen größeren Studie („TOGETHER“) wurden im Oktober 2021 im Wissenschaftsjournal The Lancet veröffentlicht. Der Versuch an etwa 1500 Personen wurde vorzeitig abgebrochen, da deutlich wurde, dass sich die Behandlung von COVID-19 mit Fluvoxamin gegenüber dem Placebo überlegen zeigte. Die Ergebnisse der Studie sind so formuliert, dass angenommen werden kann, dass Risikopatienten, die frühzeitig im Infektionsgeschehen die Diagnose der COVID-19-Erkrankung erhalten und zügig mit Fluvoxamin therapiert werden, eine geringere Wahrscheinlichkeit haben, deshalb in ein Krankenhaus aufgenommen werden zu müssen. Zwei weitere größerer randomisierte Studien, „STOP COVID 2“ und „COVID-OUT“, konnten diese Ergebnisse jedoch nicht bestätigen. Die amerikanische Zulassungsbehörde FDA lehnte die Zulassung von Fluvoxamin zur Behandlung von COVID-19 aufgrund methodischer Mängel bei der Definition des primären Endpunkts der Studie TOGETHER ab.

## Unerwünschte Wirkungen
Fluvoxamin hat die typischen Nebenwirkungen der SSRI. Die negativen Auswirkungen auf Libido und sexuelle Nebenwirkungen sollen allerdings weniger stark ausgeprägt sein.
Folgende Unerwünschte Nebenwirkungen lassen sich beobachten:
- Nervensystem

Häufig: Erregung, Angst, Benommenheit, Schlaflosigkeit, Zittern, Somnolenz, Nervosität
Gelegentlich: Ataxie, Verwirrungszustände, extrapyramidale Symptome, Halluzinationen
Selten: Krämpfe, Manie
- Kardiovaskuläres System

Häufig: Herzklopfen, Tachykardie, Long-QT(U)-Syndrom (LQT(U))
Gelegentlich: orthostatische Hypotension
Selten: symptomatische kardiale Arrhythmie mit LQT(U) Syndrom(vor allem bei Kombination mit Clozapine)
- Verdauungstrakt

Häufig: Abdominaler Schmerz, Anorexie, Verstopfung, Diarrhöe, Mundtrockenheit, Dyspepsie
Selten: Leberfunktionsstörungen
- Haut

Häufig: Schwitzen.
Gelegentlich: Überempfindlichkeitsreaktionen (einschl. Ausschlag, Pruritus, Angioödem).
Selten: Photosensibilität.
- Skelettmuskulatur

Gelegentlich: Gelenkschmerzen, Muskelschmerzen.
- Reproduktionssystem und Brust

Gelegentlich: Impotenz, Anorgasmie, Libidostörungen, abnorme (verzögerte) Ejakulation.
Selten: Galaktorrhoe
- Sonstige unerwünschte Wirkungen

Häufig: Asthenie, Kopfschmerzen, Unwohlsein
Eine seltene Nebenwirkung ist das sogenannte Serotoninsyndrom, welche besonders bei Kombination mit gewissen anderen zentralwirksamen Arzneimitteln (siehe unten) auftritt. Es äußert sich durch Bewusstseinstrübung, Muskelstarre, Muskelzittern, Zuckungen und Fieber. Beim Auftreten dieser Symptome sollten Patienten sofort ihren Arzt informieren.

## Wechselwirkungen
Fluvoxamin hemmt verschiedene Cytochrom-P450-Enzyme in der Leber. Dadurch wird der Abbau von Fluvoxamin und anderen Medikamenten verlangsamt:
- CYP1A2 (stark) metabolisiert unter anderem Agomelatin, Amitriptylin, Coffein, Clomipramin, Clozapin, Duloxetin, Haloperidol, Imipramin, Phenacetin, Tacrin, Tamoxifen, Theophyllin, Olanzapin,
- CYP3A4 (schwach) metabolisiert unter anderem Alprazolam, Aripiprazol, Clozapin, Haloperidol, Quetiapin, Ziprasidon,
- CYP2D6 (schwach) metabolisiert unter anderem Aripiprazol, Chlorpromazin, Clozapin, Codein, Fluoxetin, Haloperidol, Olanzapin, Oxycodon, Paroxetin, Perphenazin, Pethidin, Risperidon, Sertralin, Thioridazin, Zuclopenthixol,
- CYP2C9 (mäßig) metabolisiert unter anderem NSAID, Phenytoin, Sulfonylharnstoff,
- CYP2C19 (stark) metabolisiert unter anderem Clonazepam, Diazepam, Phenytoin,
- CYP2B6 (schwach) metabolisiert unter anderem Bupropion, Cyclophosphamid, Sertralin, Tamoxifen, Valproat.

Bei SSRI wie Fluvoxamin kann die gleichzeitige Einnahme von Arzneistoffen mit einer Wirkung auf das Serotonin-System (z. B. MAO-Hemmer, Tryptophan, 5-HTP, Lithium, Triptane, Echtes Johanniskraut) die Gefahr des seltenen aber potentiell lebensbedrohlichen Serotonin-Syndroms erhöhen.
Fluvoxamin kann die Plasmakonzentration von Carbamazepin erhöhen. Die Plasmaspiegel von oxidativ metabolisierten Benzodiazepinen (z. B. Alprazolam, Diazepam, Bromazepam, Brotizolam, Midazolam, Triazolam) werden möglicherweise bei gleichzeitiger Anwendung von Fluvoxamin erhöht.

## Anwendung

### Mit Nahrungsmitteln und Getränken
Während der Behandlung mit Fluvoxamin sollte möglichst kein Alkohol getrunken werden.
Fluvoxamin kann die Koffeinausscheidung um das bis zu Fünffache verringern. Patienten sollten deshalb ihren Koffeinkonsum einschränken.

### In der Schwangerschaft
Siehe auch: SSRI und Schwangerschaft
Da keine kontrollierten klinischen Studien bei schwangeren Frauen vorliegen, sollte Fluvoxamin bei Frauen im gebärfähigen Alter nur bei zwingender Notwendigkeit eingesetzt und ein geeignetes Verhütungsmittel angewendet werden. Bei Neugeborenen, deren Mütter Fluvoxamin einnahmen, sind folgende Absetzsymptome möglich: Ess- und Schlafstörungen, Atmungsschwierigkeiten, Krampfanfälle, Temperaturschwankungen, Hypoglykämie, Tremor, abnormaler Muskeltonus, Hyperreflexie, Emesis, abnormale Irritabilität und anhaltendes Weinen.

### Bei Kindern und Jugendlichen
Fluvoxamin soll nicht zur Behandlung einer Depression bei Patienten unter 18 Jahren eingesetzt werden. In klinischen Studien wurden Suizidalität sowie feindseliges Verhalten beobachtet. Auch bei Kindern mit Zwangsstörungen wurde unter Fluvoxamin vereinzelt über solche Verhaltensstörungen berichtet. Der Patient ist sorgfältig zu überwachen. Es liegen keine Langzeitdaten der Sicherheit von Fluvoxamin in Bezug auf Wachstum, Reifung, Intelligenzentwicklung und Verhaltensentwicklung bei Patienten dieser Altersgruppen vor.

## Mögliche Verstärkung von Suizidgedanken
Es kann zu einer Verstärkung von Suizidgedanken und Suizidverhalten kommen, insbesondere bei Kindern und Jugendlichen. Patienten müssen engmaschig in Bezug auf Zeichen einer Depressionsverschlechterung, insbesondere von suizidalem Verhalten sowie von Unruhe überwacht werden, dies vor allem zu Beginn der Behandlung und bei Dosisänderungen. Auch nach Abbruch der Behandlung müssen die Patienten gut überwacht werden, da solche Symptome sowohl als Zeichen eines Entzugs oder eines beginnenden Rückfalls auftreten können.

## Absetzsyndrom
Bei abruptem Absetzen von Fluvoxamin sind bei einigen Patienten Absetzphänomene wie Parästhesien, Kopfschmerz, Nausea, Schwindel, Müdigkeit, Schlafstörungen und Angst aufgetreten. Diese sind normalerweise mild und verschwinden von selbst und sind nicht Zeichen einer Suchtentwicklung. Ein Abbruch der Behandlung darf nur in Absprache mit einem Arzt erfolgen.

## Handelsnamen
Monopräparate

Fevarin (D), Flox-Ex (CH), Floxyfral (A, CH), Luvox (AU)